# اولاف استورم
اولاف استورم (انگلیسی: Olaf Storm؛ ۱۰ ژانویه ۱۸۹۴ – مارس ۱۹۳۱(سال ۳۷)) هنرپیشه اهل دانمارک بود.
از فیلم‌ها یا برنامه‌های تلویزیونی که وی در آن نقش داشته‌است می‌توان به تحقیرشده‌ترین مرد، خانم جولی اشاره کرد.